# История Республики Алтай
История Республики Алтай — история субъекта Российской Федерации.

## Доисторический период
На многослойной палеолитической стоянке «Усть-Каракол» в Онгудайском районе археологические и палеонтологические материалы из аллювиальных осадков, выполняющие основание разреза, датируются второй половиной среднего плейстоцена (282—133 тыс. л. н.), индустрия кара-бомовского варианта относится к первой половине верхнего плейстоцена (120—50 тыс. л. н.), а усть-каракольская индустрия — к верхнему палеолиту (50—40 тыс. л. н.).
Многослойная стоянка Кара-Бом верховьях реки Урсул в Еловской котловине существовала 77—33 тыс. л. н. Инвентарь из позднепалеолитических слоёв (по Деревянко и другим) принадлежит так называемым переходным индустриям: нуклеусы леваллуазского облика для получения крупных пластин, нуклеусы для снятия микропластинок, многочисленные ретушированные пластины с выемками, разнообразные скребки и резцы. Позднепалеолитические слои радиоуглеродными методами датирования отнесены ко времени около 40—30 тыс. лет назад. Малояломанская пещера на левом берегу реки Малый Яломан, в 12 километрах от села Малый Яломан была обитаема 38,5 тыс. лет назад (без калибровки 33,3 тыс. лет). К верхнему палеолиту относятся стоянки «Тыткескень-8», Кара-Тенеш в Чемальском районе. Призматическая технология расщепления камня использовалась уже в начальном верхнем палеолите (слой 3 стоянки Кара-Тенеш, слой ВП2 стоянки Кара-Бом) в хронологическом промежутке от 43 000 до 35 000 л. н. Использование данного метода продолжалось и в раннем верхнем палеолите Горного Алтая.
Так называемые «артефакты» с нижнепалеолитической стоянки «Улалинка» в Горно-Алтайске, выдававшиеся Окладниковым и Деревянко за орудия труда, являются продуктами природных сил (геофактами), а не обработанными человеком орудиями.
С. И. Руденко была исследована Усть-Канская пещера со стоянкой, относящейся ко времени начала верхнего палеолита.
К эпохе мезолита в среднем течении Катуни относятся стоянки «Усть-Сема» (верхний и средний культурные слои), «Усть-Карбан», «Усть-Бийке», «Тыткескень-3» (четвёртый, пятый и шестой культурные слои). Шестой культурный слой «Тыткескеня-3» (ранний мезолит) датируется X тыс. до нашей эры.
К эпохе неолита относятся стоянки «Тыткескень-2», «Тыткескень-6», «Усть-Куюм», могильник «Усть-Иша». Отдельные неолитические находки известны с многослойных поселений Верхнего Приобья («Боровое-3», «Комарово-I», «Каприно»).
К энеолиту относятся памятники большемысской культуры, у представителя которой определили Y-хромосомную гаплогруппу R1b-L23. У образца NIZ001 (4445—4337 лет до н. э.) из Нижнетытескенской пещеры I определили Y-хромосомную гаплогруппу C2b1a1 и митохондриальную гаплогруппу А.
К памятникам эпохи энеолита относятся объекты «Бертек-56», петроглифы у озера Музды-Булак, на Калгутинском руднике, в долине реки Кара-Чад, «Морене-1». Погребения раннего периода палеометалла, относящиеся к афанасьевской культуре, представлены на Укоке могилами с внешними сооружениями в виде вписанных оград («Бертек-33», «Межелик-1»). Поминально-погребальный комплекс «Бертек-56» с круглой в плане оградой с каменным склепом в центре датируется II тыс. до н. э. У двух мужчин из захоронения среднего бронзового века в «Бертеке-56» на плато Укок определена Y-хромосомная гаплогруппа Q и митохондриальные гаплогруппы К (субклад K1a24a) и C.
В VIII—III веках до н. э. Алтай населяли пазырыкцы (см. Принцесса Укока), затем скифы, создатели алтайского звериного стиля (см. скифо-сибирский звериный стиль). У скифа из долины Себыстея определена Y-хромосомная гаплогруппа R1a. У двух представителей пазырыкской культуры из могильника знатных воинов «Ак-Алаха-1» в Горном Алтае определена Y-хромосомная гаплогруппа N-P43 (N1a2b). На раннескифском этапе (в VIII—VII века до н. э.) в Горном Алтае сосуществовали группы населения с разными традициями в погребальном обряде: майэмирская, оставившая погребения в ямах и куюмская, хоронившая умерших в каменных ящиках. В одном месте с пазырыкской существовала кара-кобинская культура. Они произошли от каракольской культуры, существовавшей в горном Алтае во втором тысячелетии до нашей эры.
К памятникам гунно-сарматской культуры относят объекты «Кальджин-6» и «Аккол-1».
Гунно-сарматский период истории региона начался в конце III века до н. э.
Во II веке до н. э. на Алтай проникло новое население, сыгравшее главную роль в становлении новой булан-кобинской культуры. Она существовала в Горном Алтае со II века до н. э. по первую половину V века нашей эры. В Национальном музее Республики Алтай им. А. В. Анохина (Горно-Алтайск) хранится китайское зеркало, найденное при раскопках могильника Булан-Кобинской культуры возле села Чендек. Это редкая находка хуннуского времени, указывающая на активную торговлю алтайских кочевников с Китаем.
К северу от села Майма на высоких аллювиальных террасах правого берега Катуни расположен Майминский археологический комплекс. Памятники майминской культуры в первой половины 1-го тыс. н. э. были распространены в предгорной зоне восточной части Салаира и северных предгорий Алтая нашей эры.
Владыками Центральной Азии с VI века н. э. стали предки алтайцев — тюрки.
Сохранившиеся элементы алтайского звериного стиля в традиционном искусстве современных коренных жителей подтверждают связь алтайских племен с остальными древними народами всего евразийского материка.

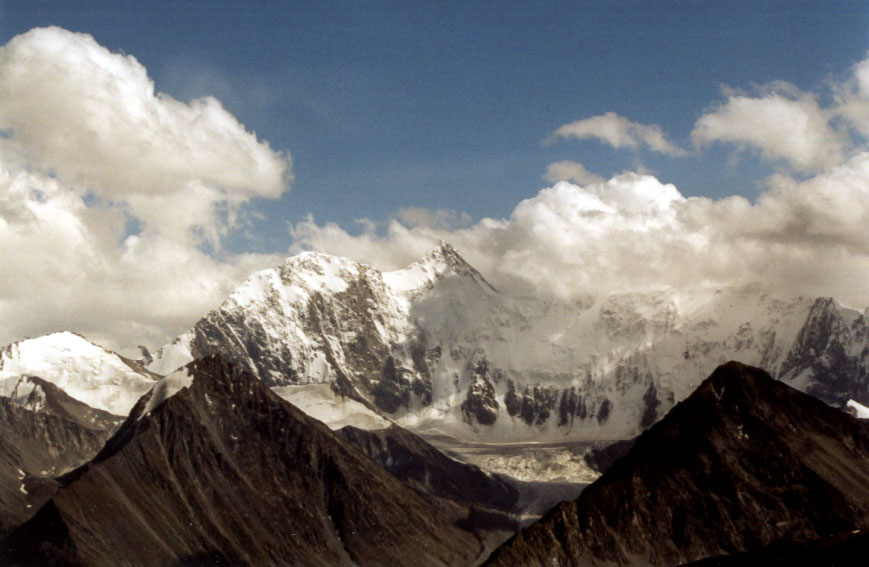
Гора Белуха

Алтай — прародина современных тюркских народов мира, где в 552 году до н. э. древние тюрки создали своё государство — каганат.. Здесь сформировался первозданный язык тюрков, получивший распространение среди всех народов каганата благодаря появлению письменности в связи с государственностью, известной сегодня как орхоно-енисейская руническая письменность. Все это послужило появлению в современном научном мире термина «алтайская семья» языков (куда входят 5 больших групп: тюркские языки, монгольские языки, тунгусо-маньчжурские языки, в максимальном варианте также корейский язык и японо-рюкюские языки, родство с двумя последними группами гипотетично) и дало возможность утвердиться в мировой науке научному направлению — алтаистике.
Алтай в силу геополитического расположения является центром Евразии. В разные исторические эпохи он объединял разные этносы и культуры.
После распада Монгольской империи в 1399 году территория Горного Алтая входила в Ойратское ханство или Дербен-Ойрат, то есть Союз или Государство 4-х (четырёх).

## Присоединение Алтая к Российской империи

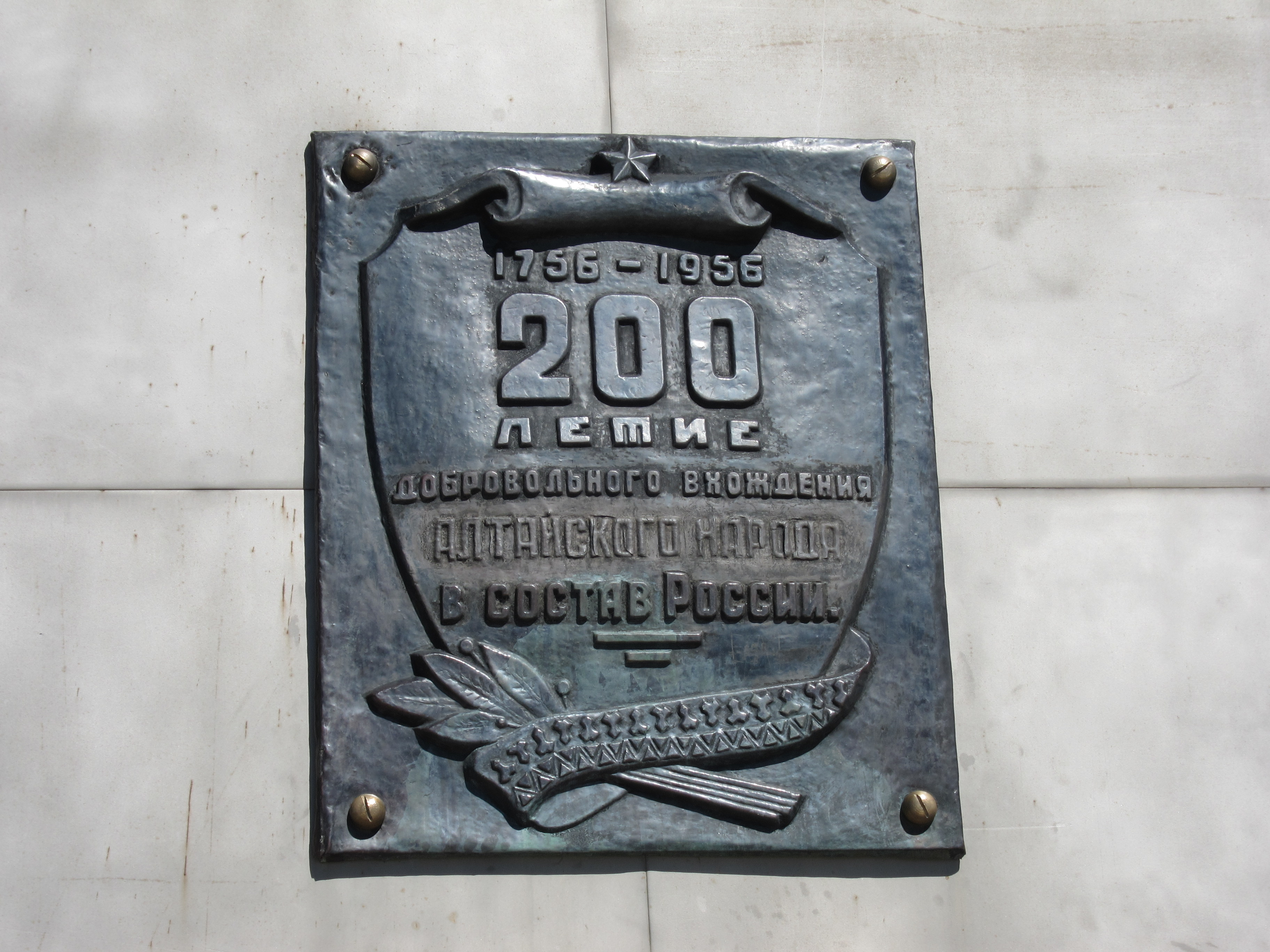
Мемориальная доска в честь 200-летия добровольного присоединения Алтая к России

В начале XVII века на Алтае существовало множество отоков, входивших в конфедерацию. После строительства Кузнецкого острога в 1618 года началось приведение алтайцев в зависимость от России. Русские первопроходцы называли алтайцев белыми калмыками. На земли Горного Алтая так же претендовали и Джунгары, которые начали собирать дань с алтайских отоков в 30-70-е годы XVII века. В середине XVII века Россия и Джунгария смогли договориться об официальном признании спорного населения, то есть жителей Горного Алтая, данниками обеих стран. Русские отряды появились на Алтае в начале XVII века. В 1633 и 1642 годах отряды сына боярского П. Сабанского доходили до Телецкого озера, где наносили поражение местным жителям.
В 1755 году Джунгария была захвачена Китаем. Территория Горного Алтая, по мнению цинов, должна была отойти им, по этой причине в 1750-х началось Вторжение войск Цинской империи в Горный Алтай. Однако, в 1756 году Алтай добровольно стал подданным Российского государства. Северные алтайцы (кумандинцы, тубалары, челканцы) значительно раньше вошли в состав России. Находясь под «высокой рукой белого царя», свыше ста алтайских волостей, улусов и аилов платили ясак в его казну. Став подданными русского государства, население Алтая оградило себя от посягательств иноземцев, а главное, избежало физического уничтожения со стороны цинских войск.
Обращение двенадцати алтайских зайсанов о добровольном вхождении в Российскую империю (перевод на русский язык с ойротского):
«1756 года летнего среднего месяца 19 дня уранхаевы зайсаны Омбин брат Монхогин сын Хазаги, Омбин сын Болот, теленгутов зайсан Хотуков брат Худайгунов сын Мамут, бурутов зайсан Нохойдов сын Геньдюшко по сему письму великой государыне всероссийской вступили в подданство со всеми нашими улусы, с женами и детьми в вечныя роды и по соизволению великия государыни, где повелено будет, тамо и селиться, да и в пред чрез российских командиров какие повелении чиниться будут, оные всемерно исполнять, и во всех случаях прекословия никому не чинить и по своим обычаям россиянам никаких обид и злодейств не показывать. Если же, наруша сие, какие противности или непорядочные поступки причинять будем, тогда великая государыня по собственным своим правам с нами и поступать соизволит. В залог онаго знатные наши зайсаны пред Бурханы присягою утвердя и подписались: вместо Хазаги, Болота Жолочи руку приложил, вместо Мамута Хожимберду руку приложил, вместо Демичи Амугуга сын ево Чоночи руку приложил, вместо Монхога и всех протчих лама Лобзанг Зундуй руку приложил».

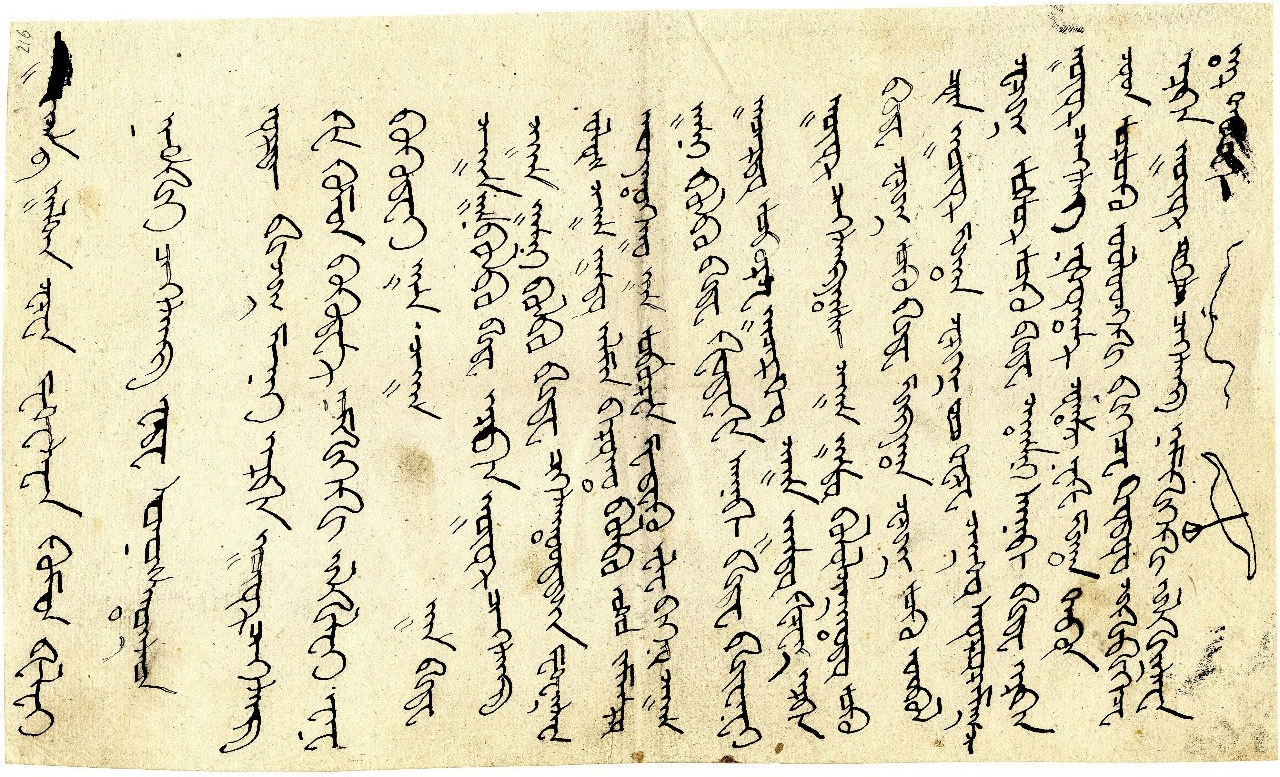
Прошение 12 алтайских зайсанов о вхождении в состав России, 1756

В 1824 году из Бийска сюда приехали первые русские поселенцы и основали село Улала, на месте которого находилось небольшое поселение телеутов. Дальнейшее его развитие было тесно связано с работой Алтайской духовной миссии. В 1831 году в Улале начал работу главный стан, здесь собирались миссионеры и священнослужители. Позднее в село переехали некоторые бийские купцы. За несколько десятилетий Улала превратилась в крупный торговый центр Бийского уезда Томской губернии.
В 1864-1865 годах два теленгитских отока с ограниченным суверенитетом (Первая Чуйская Волость и Вторая Чуйская Волость) добровольно вошли в состав России. На этом завершился процесс вхождения Горного Алтая в состав Российской империи.

## Советское время

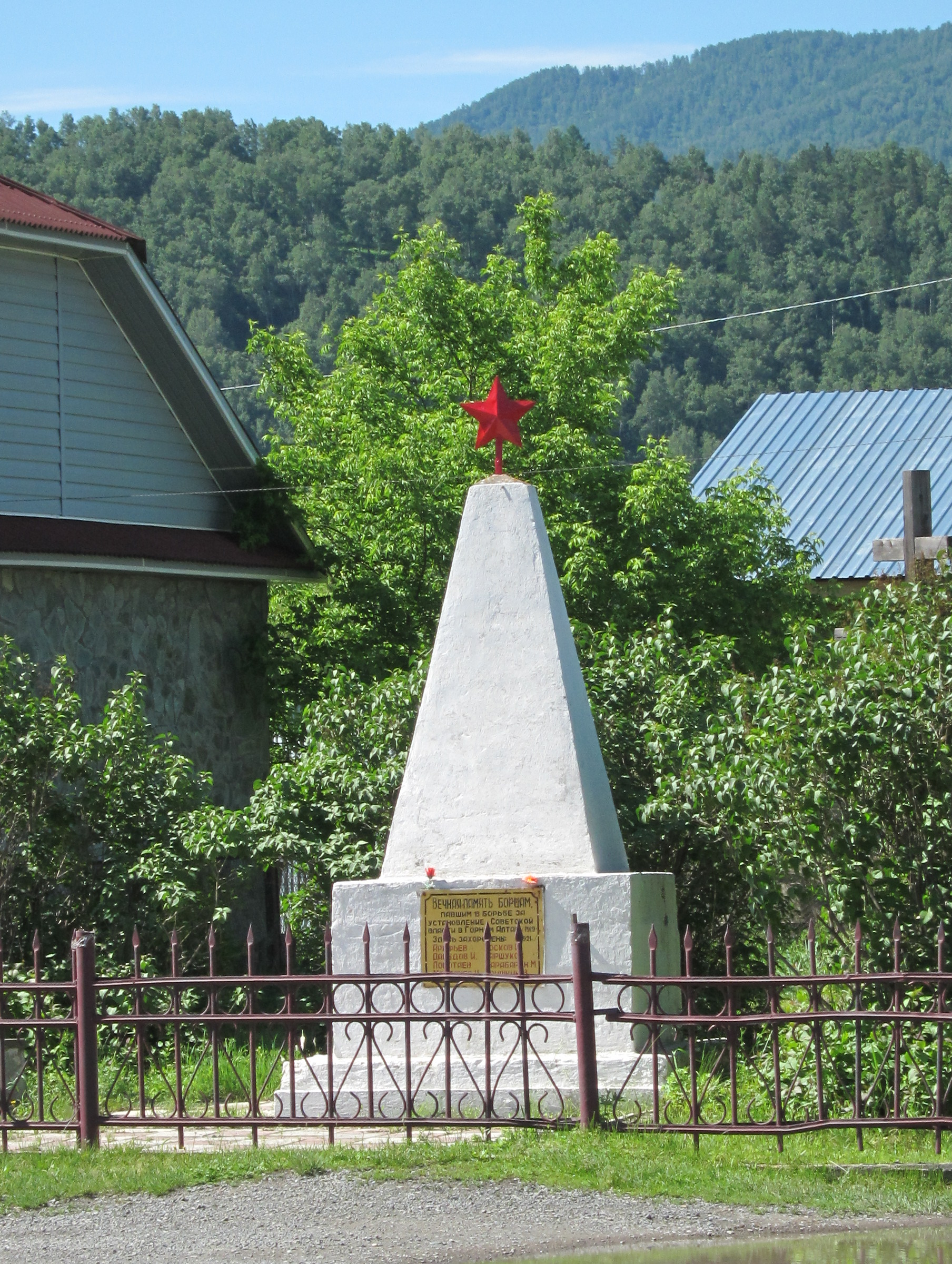
Памятник павшим в борьбе за установление советской власти

Советская власть в регионе была установлена только к концу 1919 года.

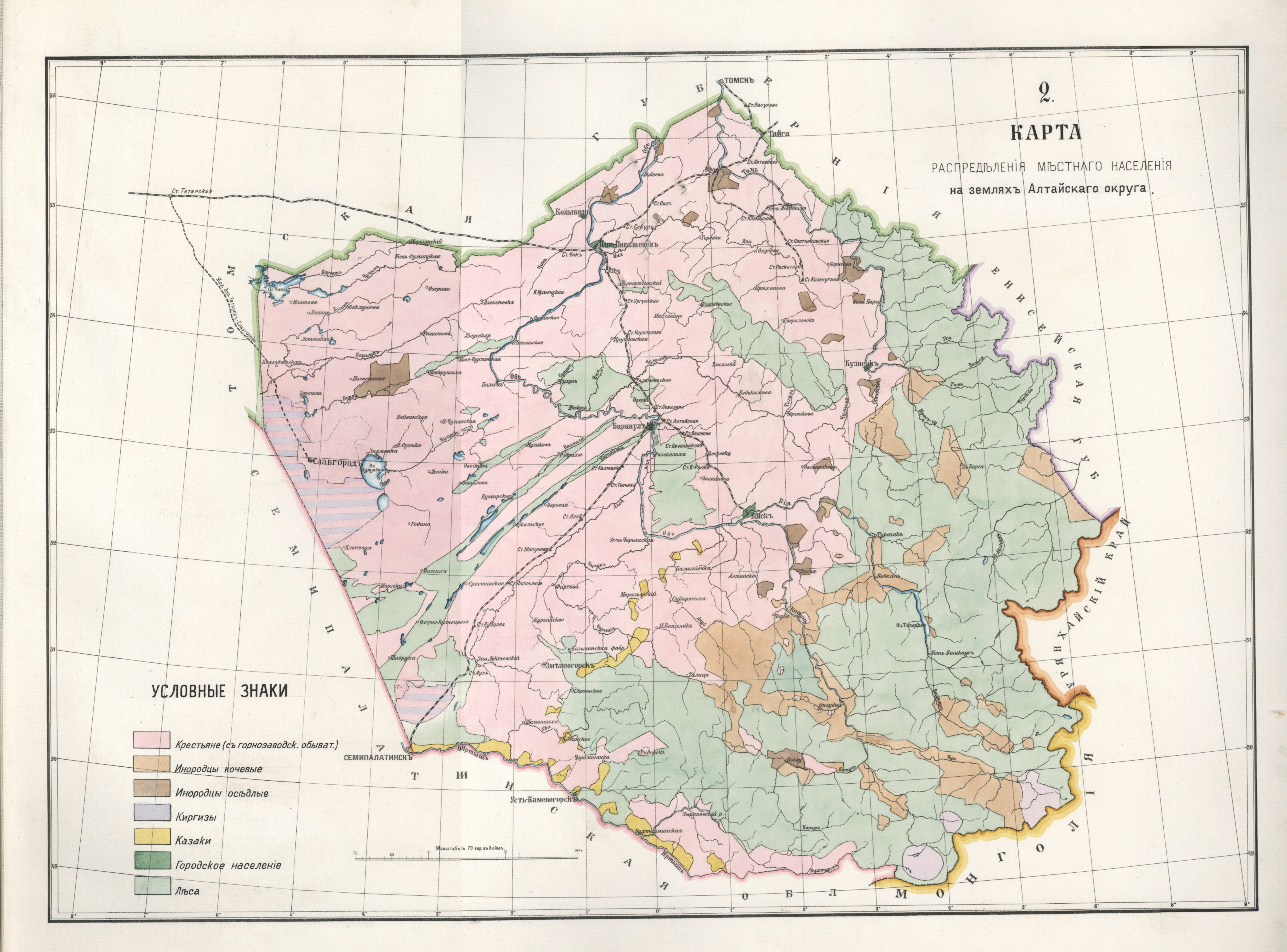
Карта народонаселения Алтайского округа в начале XX века

В феврале 1918 года в Улале избран совет крестьянских и солдатских депутатов, первым председателем которого стал И. И. Некоряков. 22 февраля Совет принял решение об учреждении Каракорум-Алтайской окружной управы в качестве национального правительства под председательством известного деятеля культуры Г. И. Гуркина. 14 июля Улалу занял белогвардейский отряд капитана Сатунина. 30 декабря 1918 года был образован Горно-Алтайский уезд (Каракорумский) с центром в Улале. Советская власть была восстановлена 18 декабря 1919 года, когда партизанский отряд Ф. И. Усольцева занял село.
После Гражданской войны была образована Ойротская автономная область. Декретом ВЦИК от 2 июня 1922 года административным центром новой области было провозглашено село Улала. Через 6 лет постановлением Президиума ВЦИК XIII созыва (протокол № 45) от 27 февраля 1928 года населённый пункт был преобразован в город.
2 марта 1932 года Ойратская АО была переименована в Ойротскую автономную область (столица — г. Ойрот-Тура), которая 7 января 1948 года была преобразована в Горно-Алтайскую автономную область, а её столица была переименована в Горно-Алтайск.

## Образование Республики Алтай

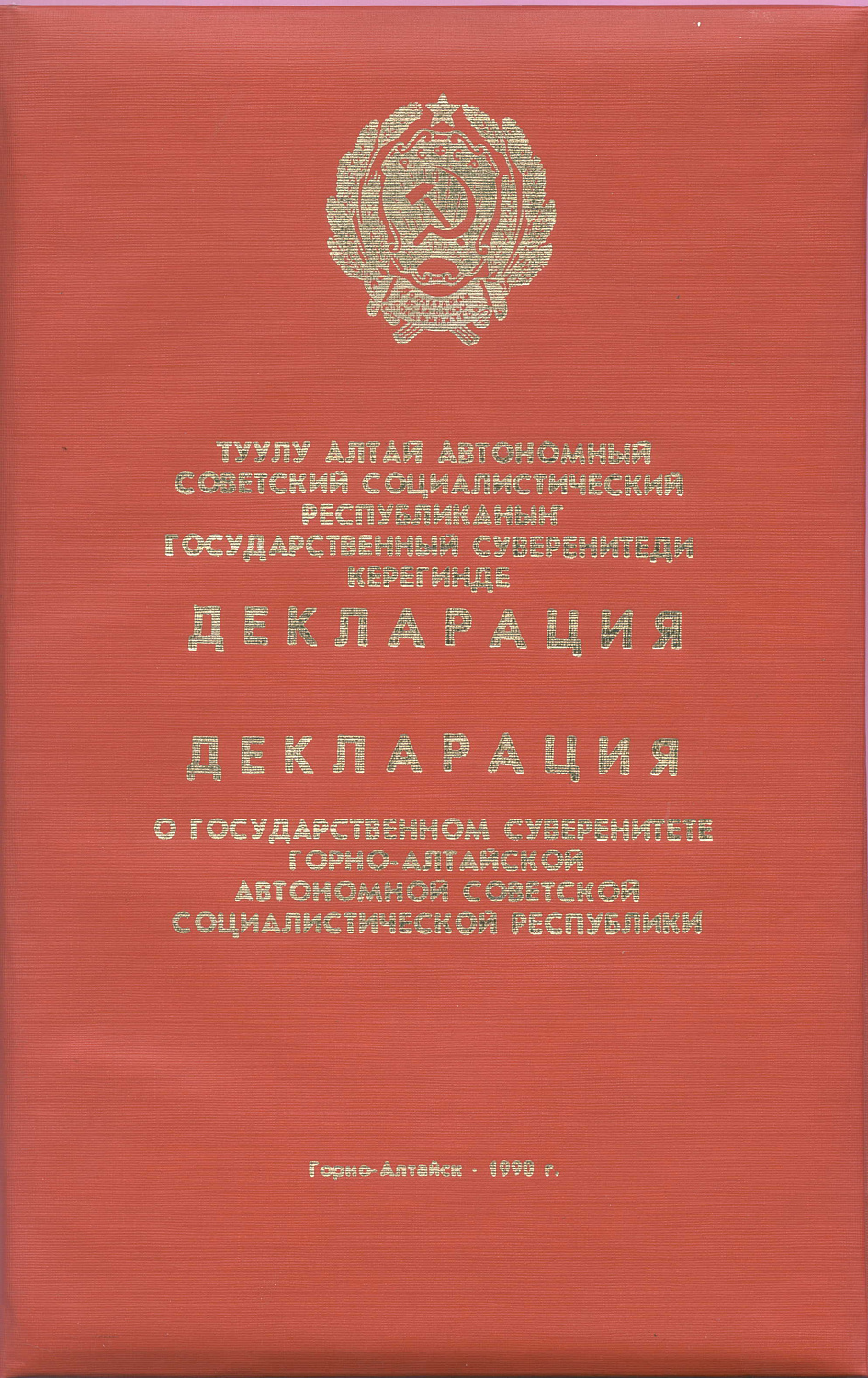
Декларация "О государственном суверенитете Горно-Алтайской автономной Советской Социалистической Республики"

25 октября 1990 г. провозглашен суверенитет и повышение статуса до АССР. 3 июля 1991 г. статус был повышен до республики в составе России (Горно-Алтайская ССР). В мае 1992 г. установлено название Республика Горный Алтай, с 12 декабря 1993 г. — Республика Алтай.
Республика имеет свою конституцию, принятую 7 июня 1997 года, и государственные символы — флаг и герб. Равноправными языками в Республике Алтай являются русский и алтайский.

## Первоисточники
- В составе Томской губернии. Сборник документов. Горно-Алтайск: Комитет по делам архивов Республики Алтай. 2004. 560 с.
- Святогорье. История Республики Алтай в документах Центра хранения Архивного фонда Алтайского края. XVII- начало XX веков. Горно-Алтайск: Комитет по делам Архивов Республики Алтай. Управление архивного дела администрации Алтайского края. 2000. 232 с.